# Armand Achaibersing
Armand Achaibersing is een Surinaams politicus. Hij was van 2020 tot 2022 minister van Financiën en Planning in het kabinet-Santokhi.

## Biografie
Achaibersing was in 2017 voorzitter van de Surinaamse Vereniging van Assurantiemaatschappijen (Survam) en werkte in de top van Assuria. Medio dat jaar nam hij de taken van Stephen Smit over als algemeen directeur van deze verzekeringsmaatschappij. Daarnaast bleef hij aan als voorzitter van Survam. Begin mei 2020 kondigde hij aan dat Assuria 100.000 euro schonk aan het SU4SU Support Fund om de Surinaamse medische wereld tijdens de coronacrisis in het land aan extra apparatuur en benodigdheden te helpen.
Na de verkiezingen van 2020 nam hij namens de VHP zitting in het kabinet-Santokhi als minister van Financiën en Planning. De Stichting Hart voor Suriname Worldwide riep Achaibersing uit tot minister van het jaar 2021.
Hij diende in augustus 2022 om persoonlijke redenen zijn ontslag in als minister bij president Santokhi. De president deed daarop een beroep op hem om nog tijdelijk te blijven tot een geschikte opvolger zou zijn gevonden. Bij het Internationaal Monetair Fonds en de Wereldbank klonk bezorgdheid over zijn vertrek. Op 28 september was zijn vertrek definitief en droeg hij zijn taken over aan minister ad-interim Albert Ramdin, met Silvano Tjong Ahin als achtervang. Bij zijn terugtreden deed hij afstand van alle voorzieningen, inclusief pensioen.